# 卡拉·穆斯塔法帕夏
梅爾濟豐盧·卡拉·穆斯塔法帕夏（1634年/1635年 – 1683年12月25日）是一位鄂圖曼軍事領導人和大維齊爾，行動了鄂圖曼帝國其中最後幾次侵入東歐和中歐兩個地區。

## 生平

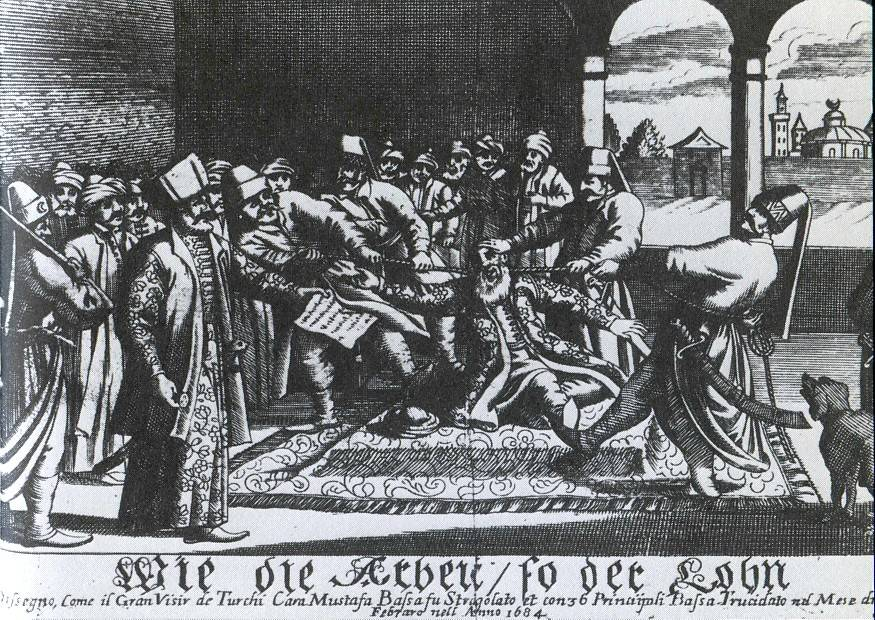
卡拉·穆斯塔法帕夏於1683年12月25日被絞死

穆斯塔法是阿尔巴尼亚人。年少时在科普鲁律·穆罕默德帕夏家中接受教育，后来入赘科普鲁律家，成为第三任科普鲁律家大维齐尔。
1683年7月中旬，他帶了十萬人左右的軍隊侵入奧地利，攻擊維也納，並開始維也納之戰。1529年，蘇萊曼大帝之前也試圖過同樣的行動。9月時，他已經佔領了維也納城牆的一部分，似乎勝利快來了。
但是，1683年9月12日，一個由揚三世帶領的波蘭軍隊利用了鄂圖曼軍事高層的意見不合，側擊並打敗了卡拉· 穆斯塔法的軍隊。奧斯曼人逃走到匈牙利去，並讓奧地利人1686年重新獲取這個國家。
1683年12月25日，因輸了維也納之戰，由穆罕默德四世的命令在貝爾格萊德被處死。